# Abeokuta
Abeokuta es una ciudad de Nigeria, capital del Estado de Ogun, junto al río Ogun. Su población es de 593.100 habitantes.

## Historia
Fue fundada en 1825 como refugio contra las deportaciones de esclavos. Es el lugar de nacimiento del músico y activista Fela Anikulapo Kuti.

## Economía

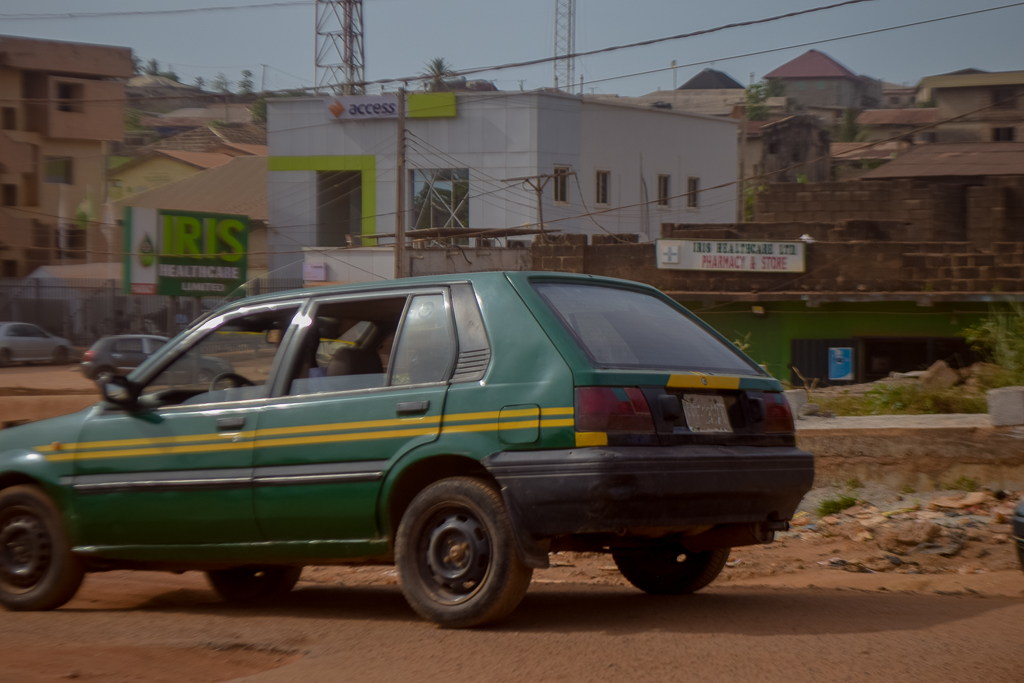

Mercado de algodón, cacao, cacahuetes. Industria alimentaria y del cemento.